# Novum Testamentum Patristicum
Das Kommentarwerk Novum Testamentum Patristicum (NTP) dokumentiert Abschnitt für Abschnitt die Rezeption des gesamten Neuen Testamentes in der antiken christlichen Literatur und erläutert sie aus den jeweiligen Zusammenhängen. Es ist auf 45 Bände (39 Kommentar- und sechs Sonderbände) angelegt, die in deutscher oder englischer Sprache erscheinen.
Das Projekt wurde 1993 durch Kurt Niederwimmer in Kooperation mit Gerhard May († 2007), Henning Paulsen († 1995) und Basil Studer († 2008) initiiert. Der erste Band (M. Meiser, Galater, NTP 9) erschien 2007 und wurde am 17. August 2008 (gemeinsam mit einer anderen Arbeit) mit dem vom Bayerischen Ministerpräsidenten gestifteten und mit 15.000 Euro dotierten Wissenschaftspreis „Papst Benedikt XVI.“ ausgezeichnet.
Die Reihe erscheint im Verlag Vandenhoeck & Ruprecht, Göttingen, unter der Betreuung von Jörg Persch. Die Herausgeber sind Andreas Merkt (seit 2004), Tobias Nicklas (seit 2005) und Joseph Verheyden (seit 2007).
Die NTP-Gruppe veranstaltet regelmäßig internationale Tagungen zu exegesegeschichtlichen Themen, deren Beiträge in Sammelbänden publiziert werden.

## Publikationen des NTP
- Andreas Merkt, Tobias Nicklas, Joseph Verheyden: Ancient Christian Interpretations of “Violent Texts” in the Apocalypse (Novum Testamentum et Orbis Antiquus 92), Vandenhoeck & Ruprecht 2011, 313 Seiten, ISBN 978-3-525-53976-7.
- Andreas Merkt, Tobias Nicklas, Joseph Verheyden: Gelitten – Gestorben – Auferstanden. Passions- und Ostertraditionen im frühen Christentum (Wissenschaftliche Untersuchungen zum Neuen Testament 2. Reihe 273), Mohr Siebeck 2010, 380 Seiten, ISBN 978-3-16-150233-0.
- Martin Meiser: Galater, Novum Testamentum Patristicum (NTP 9), Vandenhoeck & Ruprecht 2007, 380 Seiten, ISBN 978-3-525-53988-0.